# Carlos Turrubiates
Carlos Turrubiates Pérez (né le 24 janvier 1968 à Reynosa au Mexique) est un joueur de football international mexicain, qui évoluait au poste de défenseur.

## Biographie

### Carrière en sélection
Avec l'équipe du Mexique, il joue 7 matchs (pour aucun but inscrit) entre 1993 et 1997. 
Il figure dans le groupe des sélectionnés lors de la Gold Cup de 1993 remportée par son équipe. Il participe également à la Copa América de 1993, où son équipe atteint la finale.
Il joue enfin un match face à la Jamaïque comptant pour les éliminatoires de la coupe du monde 1998.

## Palmarès
| León - Championnat du Mexique (1) : - Champion : 1991-92. |  | Mexique - Gold Cup (1) : - Vainqueur : 1993. - Copa América : - Finaliste : 1993. |